# Поліщук Олег Леонідович
Олег Леонідович Поліщук (нар. 17 квітня 1992, Ігарка, Краснодарський край, РРФСР) — український футболіст, півзахисник.

## Клубна кар'єра
Розпочав займатися футболом в Росії. Після одного з турнірів отримав запрошення до юнацької команди київського «Динамо». Також Поліщука запрошував і донецький «Шахтар». У ДЮФЛ Олег Поліщук виступав за київський РВУФК та «Динамо». 10 травня 2008 року дебютував за «Динамо-3» у Другій лізі у виїзному матчі проти тернопільської «Ниви» (2:2), Поліщук відіграв весь матч. Усього в сезоні 2007/08 року в Другій лізі він зіграв 8 матчів. У сезоні 2008/09 років провів 12 матчів у молодіжній першості України за дубль «Динамо».
Пізніше Поліщук виступав у чемпіонаті Криму за «Севастополь-2». Наприкінці жовтня 2009 року був заявлений за основу «Севастополя». У команді дебютував 8 квітня 2010 року в домашньому матчі проти «Арсеналу» з Білої Церкви (2:0), Поліщук вийшов на 74 хвилині замість Сергія Ференчака. «Севастополь» за підсумками сезону зміг стати переможцем Першої ліги і вийти в Прем'єр-лігу. У Прем'єр-лізі дебютував 17 липня 2010 року в домашньому матчі проти харківського «Металіста» (0:0), Поліщук розпочав матч в основі, але на 56 хвилині був замінений на Тауфік Салхі.

## Кар'єра в збірній
З 2006 по 2008 рік виступав за юнацьку збірну України U-17, зіграв 20 матчів. 30 вересня 2008 дебютував у складі юнацької збірної України до 19 років, у виїзному матчі проти Франції (1: 3), Поліщук відіграв увесь матч.

## Досягнення
- Перша ліга чемпіонату України
  -  Чемпіон (1): 2009/10

- Друга ліга чемпіонату України
  -  Чемпіон (1): 2012/13